# Palácio dos Congressos (Angola)
O Palácio dos Congressos de Angola é um edifício público localizado em Luanda, que serviu como sede da Assembleia Nacional do país de 1975 a 2015.

## História
Foi concebido e construído no período colonial, entre 1946 e 1952 (data da inauguração), como o "Cinema-teatro Restauração" e teve como projetistas os arquitetos João Garcia de Castilho e Luís Garcia de Castilho e com a proclamação da independência, a 11 de novembro de 1975 foi transformado para funcionar como sede do parlamento angolano e com a inauguração do novo palácio da Assembleia Nacional, em 10 de novembro de 2015, o Ministério da Cultura de Angola planeja revitalizá-lo para funcionar como um centro cultural. 
Publicação da III Legislatura da Assembleia Nacional tem as seguinte texto sobre o Palácio dos Congressos de Angola:
| “ | Até 2015, o Parlamento angolano realizava as suas reuniões no Palácio dos Congressos, um antigo cinema do tempo colonial que foi sendo adaptado, ao longo dos anos, para ser a Magna Casa da Democracia. Com a introdução do multipartidarismo, mesmo com as várias adaptações, o espaço carecia de condições de trabalho. O espaço reduzido fazia, por exemplo, com que a administração parlamentar tivesse alguns dos seus serviços espalhados em diferentes edifícios na cidade, e ainda com maior gravidade, não albergava todos os Grupos Parlamentares, tendo o terceiro grupo que surgiu nas eleições de 2012 obrigado a administração parlamentar a alugar instalações para o acomodar. A descontinuidade do espaço físico era um real problema. | ” |